# Marta Hoepffner
Marta Hoepffner (ur. 4 stycznia 1912 w Pirmasens, zm. 3 kwietnia 2000 w Lindenfels/Allgäu) – niemiecka fotografka i artystka kinetyczna.

## Życie
Pochodziła z mieszczańskiej rodziny osiadłej w Pirmasens (Nadrenia-Palatynat). Do otoczenia jej rodziny należeli jednak artyści tej rangi co Hugo Ball – jeden z twórców ruchu Dada. Rodzice wspierali jej uzdolnienia rysunkowe i malarskie, w liceum jednak odkryła u siebie zainteresowanie naukami przyrodniczymi.
W roku 1927 rodzina przeniosła się do Frankfurtu nad Menem. W latach 1929–1933 Hoepffner studiowała tam w Szkole Sztuk Pięknych (późniejsza Städelschule) u Williego Baumeistera malarstwo, grafikę i fotografię. Jako członkini związku Bund Das Neue Frankfurt poznała takich artystów jak Ella Bergmann-Michel i Friedel Dehnhardt, z którymi przyjaźniła się do końca życia.
Wraz z dojściem do władzy nazistów i ideologicznym ujednoliceniem instytutów sztuki, odebrana została Baumeisterowi docentura. Marta Hoepffner przerwała studia i założyła w 1934 Werkstätte für künstlerische Fotoaufnahmen – warsztaty fotografii artystycznej. W tych latach tworzyła też collages, oraz pozostające pod wpływem surrealizmu fotomontaże.
W 1937 uzyskała w drodze wyjątku zezwolenie (z pominięciem stopni ucznia i czeladnika) na przystąpienie do egzaminu mistrzowskiego. Powstały wówczas pierwsze jej fotogramy kolorowe wykonane metodą Herzoga (Duxochromverfahren). Były to fotohistorie dla czasopisma Das Illustrierte Blatt, oraz portrety m.in. żołnierzy i osób z życia publicznego. Dochody z tej twórczości zapewniały jej utrzymanie.
Przezornie przeniosła zbiory eksperymentów fotograficznych i wyposażenie atelier do Hofheimu w Taunusie, zanim w roku 1944 stało się ono ofiarą alianckiego bombardowania. Najcenniejsze negatywy miała zawsze przy sobie. W Hofheimie zdołała zorganizować prowizoryczne laboratorium i atelier i sprowadzić tam rodzinę.
Bezpośrednio po wojnie zawiązała znajomości lub przyjaźnie m.in. z Idą Kerkovius, Maksem Ackermannem, Heinrichem Wildemannem (ze stuttgarckiego kręgu wokół Williego Baumeistera), a w Hofheimie z Hanną Bekker vom Rath, Marie-Luise Kaschnitz, Ernstem Wilhelmem Nayem i Karlem Schmidt-Rottluffem. Pierwsze powojenne zakupy jej prac nastąpiły dzięki kolekcjonerowi Erichowi Stengerowi.
W roku 1949 odbyła się znacząca dla artystki wystawa we frankfurckim związku artystów (Frankfurter Kunstverein), na której pokazane zostały jej dokonania w zakresie fotograficznych eksperymentów i kompozycji abstrakcyjnych i fotogramów. Wystaw spotkała się z szerokim echem publicystycznym, a konsekwencją sukcesu tego pokazu było założenie szkoły fotograficznej Fotoprivatschule Marta Hoepffner w Hofheimie. Szkoła zorientowana była na osiągnięcia Bauhausu i łączyła problematykę artystyczną z rzemiosłem. Siedzibą szkoły była obszerna willa przy Kappellenstraße 4, położona naprzeciwko Blaues Haus, czyli domu mecenasa sztuki i kolekcjonerki Hanny Bekker vom Rath. Instytut uznawany był za jedną z najlepszych prywatnych szkół fotografii w Niemczech. Marta Hoepffner udzielała się także jako publicystka pisząc do czasopism fotograficznych takich jak: Foto Prisma, Foto-Magazin, American Photography i innych.
W latach następnych brała udział w wielu wystawach, m.in. subjektive fotografie w Saarbrücken, w corocznych wystawach Towarzystwa Niemieckich Fotografików GDL (Gesellschaft Deutscher Lichtbildner), oraz Photokina Bilderschauen.
W latach 50. jako rezultat jej licznych podróży zagranicznych powstały cykle prac i reportaży fotograficznych, do zeszytów Westermanns Monatshefte z tekstami Kasimira Edschmida i Ernsta von Salomona.
W roku 1962 wykładowczynią i współwłaścicielką szkoły została jej najlepsza uczennica Irm Schoffers.
Od połowy lat 60. artystka zwracała na siebie uwagę obiektami świetlno-kinetycznymi, które określała jako Variochromatische Lichtobjekte. Obiekty doczekały się pokazów na licznych wystawach międzynarodowych.
W roku 1971 Marta Hoepffner przeprowadziła się do Kressbronnu nad Jeziorem Bodeńskim, a w roku 1975 przekazała szkołę następcom.
Marta Hoepffner była członkinią następujących organizacji: Deutscher Werkbund, Gesellschaft Deutscher Lichtbildner (GDL), Bund Bildender Künstler (BBK), Bund Freischaffender Foto-Designer (BFF).

### Wystawy indywidualne
- 1949 Lebendiges Foto: Zeitgenössische Lichtbildkunst, Frankfurt nad Menem, Frankfurter Kunstverein
- 1950 Fotografik. Mediolan, Circolo Fotografico Milanese
- 1970 Variochromatische Lichtobjekte und Farb-Fotogramme, Heidelberg, Kabinett Dr. Grisebach
- 1973 Licht und Kinetik, Konstancja, Kunstverein Konstanz
- 1977 Foto-Experimente und Lichtkinetik 1936–1976, Vaduz, Centrum für Kunst
- 1979 Frühe Fotoexperimente und Farbphotogramme, Osthaus Museum Hagen
- 1981 Frühe Experimente: Fotografien 1929–1946, Berlin, Bauhaus-Archiv/Museum für Gestaltung
- 1983 Frühe Fotoexperimente, Houston/Teksas, Benteler Galleries
- 1984 Fotografien und Lichtobjekte, Pfalzgalerie Kaiserslautern
- 1997 Lichtbilder – Bilder des Lichts: Marta Hoepffner – Fotokünstlerin und Pädagogin, Hofheim am Taunus, Stadtmuseum